# Carlos Calocero
Carlos Calocero (Buenos Aires, 5 de febrero de 1903 - 28 de mayo de 1972) fue un futbolista y entrenador de fútbol argentino especialmente asociado al Club Ferro Carril Oeste, pero que también llegó a dirigir al Club Atlético Boca Juniors e incluso a la selección de fútbol de Argentina en forma interina, cuando el entrenador principal era Guillermo Stábile.

## Biografía
Jugó en las divisiones inferiores de Ferro como wing y como arquero hasta 1916.
En 1932 era jugador de Ferro.
Era entrenador en las inferiores de Ferro cuando fue promovido a entrenador de la primera división.
Su debut como entrenador de la primera de Ferro fue el 3 de abril de 1938 ante Boca Juniors y el partido terminó empatado 1 a 1. Su último partido como entrenador de Ferro fue el 15 de diciembre de 1957 en una derrota ante el Club Atlético Independiente por 0 a 1.
Dirigió a Ferro en 1938-1939, luego en 1943, en 1947 y 1956-1957. Sumando todos sus pasos por la institución de Caballito, dirigió 174 partidos, de los que ganó 53, empató 38 y perdió 83. Tuvo 306 goles a favor y 379 en contra.
Entre el 30 de marzo y el 1 de noviembre de 1941, dirigió por 31 partidos a Boca Juniors. Ganó 16, empató 4 y perdió 11. Bajo su mando Boca convirtió 61 goles y le convirtieron 53.
Con Calocero como entrenador, el 6 de abril de 1941 Jaime Sarlanga le convirtió seis goles a Atlanta, un récord del club que no ha sido igualado por ningún otro jugador de Boca en la era profesional.
El 6 de junio de 1941 hizo debutar a Mario Boyé ante Independiente.
En 2025 se mantiene como el décimo entrenador más joven de la historia de Boca, por delante de Fernando Gago, el undécimo. Tenía 38 años cuando asumió.
También fue entrenador de Argentino de Quilmes, de All Boys y de Excursionistas.

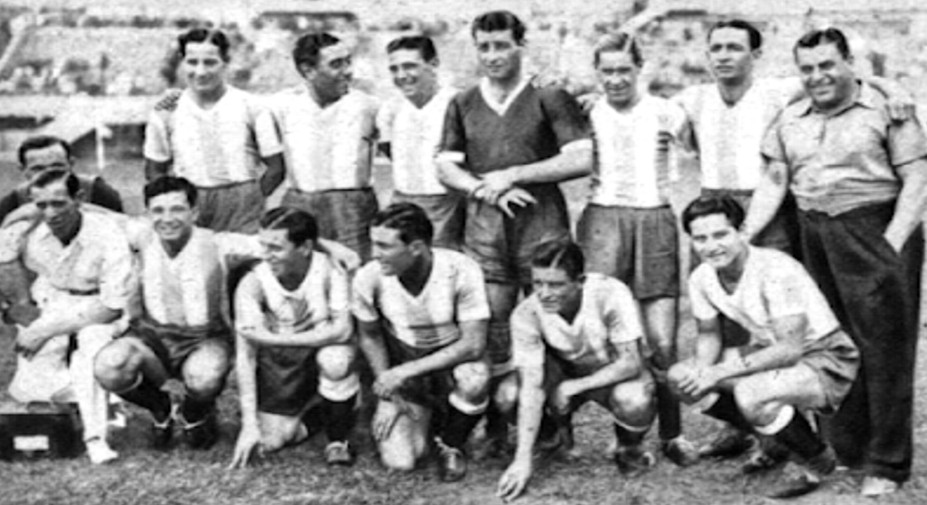
Selección Argentina de Fútbol en 1940 con Calocero como DT.

En 1940 Carlos Calocero figuró en los dos partidos de la Copa Chevallier Boutell como adiestrador de la selección argentina de fútbol ante Paraguay. El 18 de febrero de 1940 se jugó el primer partido, con victoria argentina por 3 a 1. El 25 de febrero se jugó el segundo partido, con victoria argentina por 4 a 0. En ambos compartió su rol con el entrenador principal, Guillermo Stábile, por lo que las estadísticas les cuentan ambos partidos a los dos. El mismo día del segundo partido ante Paraguay, Stabile dirigió a la selección de manera individual en un triunfo ante Brasil por 3 a 0 en un partido correspondiente a la Copa Roca 1939 que ganó Argentina.
Por haber dirigido solo dos encuentros y haber ganado ambos, es uno de los técnicos con mayor efectividad de la historia de la selección argentina.
Fue el tercer entrenador de la Asociación Atlética Argentinos Juniors en alcanzar los 100 partidos. Dirigió a la institución de La Paternal en dos períodos. El primero en 1942 y el segundo entre 1952 y 1954. Fue un total de 118 partidos.
En Ferro fue quien probó y tomó a Antonio Roma:

En Ferro me probó Carlos Calocero. Terminó la práctica y mientras todos los muchachos se fueron a los vestuarios, a mí me hizo quedar. Tirándome pelotas con las manos me hizo realizar numerosas atajadas de una punta a la otra. Y así quedé…

En 1964 dirigió interinamente al Club Atlético Platense.

### Copas internacionales como entrenador
| Título                       | Sede      | Equipo              | Año  |
| ---------------------------- | --------- | ------------------- | ---- |
| Copa Rosa Chevallier Boutell | Argentina | Selección argentina | 1940 |